# Combretum gossweileri
Combretum gossweileri är en tvåhjärtbladig växtart som beskrevs av Arthur Wallis Exell. Combretum gossweileri ingår i släktet Combretum och familjen Combretaceae. Inga underarter finns listade i Catalogue of Life.